# Wager (Schiff, 1734)
Die Wager war ein mit 28 Kanonen bewaffnetes Segelschiff der Royal Navy. Sie wurde um 1734 als Ostindienfahrer gebaut und unternahm zwei Reisen für die Britische Ostindien-Kompanie, bevor die Royal Navy sie 1739 kaufte. Bekanntheit erlangte sie als Teil eines Geschwaders unter Kommodore George Anson. Sie sank am 14. Mai 1741 an der Südküste Chiles. Das Schiffsunglück der Wager erhielt außerdem durch die nachfolgenden Abenteuer der Überlebenden, die mitten im patagonischen Winter auf der abgelegenen und später nach dem Schiff benannten Insel Wager Island strandeten und insbesondere durch die darauf folgende Meuterei, mediale Aufmerksamkeit.

## Geschichte

### Dienst in der Ostindien-Kompanie
Die Wager war ein Ostindienfahrer, ein bewaffnetes Handelsschiff, das hauptsächlich für den Transport großer Ladungen von Waren aus dem Fernen Osten gebaut wurde. Vor ihrem Umbau hatte sie 30 Kanonen und eine Besatzung von 98 Mann.
Unter Kapitän Charles Raymond segelte sie am 13. Februar 1735 von den Downs ab, erreichte Madras am 18. Juli und kehrte im Juli 1736 über St. Helena nach England zurück. Ihre zweite und letzte Fahrt für die Ostindien-Kompanie unternahm sie 1738, wobei sie um das Kap der Guten Hoffnung nach Madras und Bengalen segelte. Sie kehrte am 27. August 1739 zu den Downs zurück.

### Erwerb durch die Royal Navy
Die Admiralität kaufte die Wager am 21. November 1739 für 3912 Pfund 2 Schilling und 1½ Pence (siehe Pfund Sterling) von J. Raymond und stufte sie mit 28 Kanonen als Schiff 6. Ranges ein. Die Admiralität erwarb sie, um ein Geschwader unter dem Kommando von Kommodore George Anson zu verstärken, das spanische Stützpunkte an der pazifischen Westküste Südamerikas angreifen sollte. Ihre Aufgabe war es, zusätzliche Vorräte an Kleinwaffen, Kugeln und Schießpulver für die Bewaffnung von Landungstruppen zu transportieren. Ihr wurde zu Ehren des Hauptsponsors der Reise, Admiral Sir Charles Wager, Erster Lord der Admiralität, der Name Wager verliehen.
Im Zeitraum vom 23. November 1739 bis zum 23. Mai 1740 wurde die Wager in der Deptford Dockyard für den Dienst in der Royal Navy umgebaut. Die Kosten beliefen sich auf 7.096 Pfund, 2 Schilling und 4 Pence. Am 22. April 1740 wurde sie als Schiff sechsten Ranges mit 120 Mann Besatzung und 28 Kanonen in Dienst gestellt.

### Ansons Weltumrundung
Im August 1740 brach Ansons Geschwader in den Pazifik auf, bestehend aus sechs Kriegsschiffen und zwei Transportern mit einer Gesamtbesatzung von 1.854 Mann. Die Marine stellte die Wager unter das Kommando von Captain Dandy Kidd. Dieser starb jedoch, bevor das Schiff Kap Hoorn erreichte, woraufhin Lieutenant David Cheap zum amtierenden Kapitän befördert wurde. Das Geschwader geriet bei der Umseglung des Kap Hoorn in einen Sturm, welcher die Schiffe auseinandertrieb. Die Wager verlor den Kontakt zum restlichen Geschwader und drehte zu früh nach Norden, ohne weit genug nach Westen gesegelt zu sein, und geriet bei schlechtem Wetter gefährlich nahe an die Küste.

### Untergang

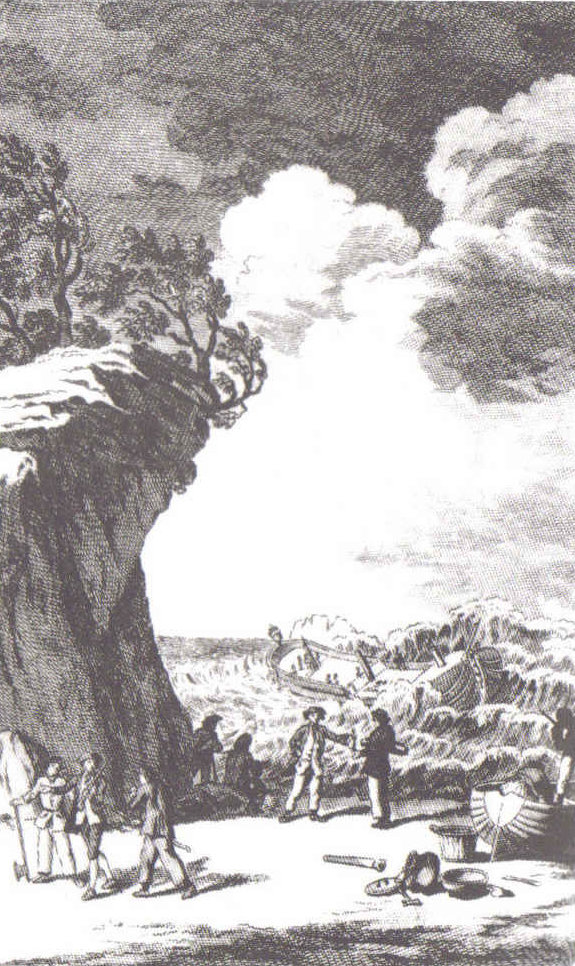
„Der Untergang der Wager“, die Titelseite von John Byrons Bericht.

Am 13. Mai 1741, um 9:00 Uhr morgens, inspizierte der Schiffszimmermann die Püttingseisen. Dabei meinte er, einen flüchtigen Blick auf Land im Westen erhascht zu haben. Lieutenant Baynes war ebenfalls anwesend, sah aber nichts, und die Sichtung wurde nicht gemeldet. Folglich erkannte niemand, dass die Wager in eine große, nicht verzeichnete Bucht, den Golf von Penas, eingefahren war.
Um 14:00 Uhr wurde im Westen und Nordwesten eindeutig Land gesichtet. Daraufhin wurden alle Hände an Deck beordert, um Segel zu setzen und das Schiff nach Südwesten zu drehen. Während der folgenden Manöver stürzte Kapitän Cheap die Treppe zum Achterdeck hinunter, kugelte sich die Schulter aus und musste unter Deck bleiben. Der desolate und abgenutzte Zustand des Schiffes behinderte die Bemühungen, aus der Bucht zu entkommen, erheblich.
Am nächsten Tag um 4:30 Uhr morgens stieß das Schiff wiederholt auf Felsen, wobei die Pinne brach. Obwohl es noch schwamm, lief teilweise Wasser in das Schiff. Kranke unter Deck, die zu schwach waren, um aus ihren Hängematten zu steigen, ertranken. Das Schiff wurde nur mit den Segeln in Richtung Land gesteuert, stieß aber später am Morgen erneut auf Grund und saß dieses Mal endgültig fest.
Die Wager lief an der Küste einer Insel im Guayaneco-Archipel auf Grund, die später als „Wager Island“ bekannt wurde. Eine nahegelegene Insel direkt im Westen wurde zu Ehren John Byrons als „Byron Island“ benannt.
Einige der Besatzungsmitglieder brachen in die Spirituosenkammer ein, betranken und bewaffneten sich und begannen zu plündern. Sie zogen sich Offizierskleidung an und lieferten sich Kämpfe. Die anderen 140 Männer und Offiziere retteten sich mit den Booten sicher an Land. Am folgenden 15. Mai, einem Freitag, schlug das Schiff mittschiffs leck, Wasser strömte ein und die an Bord verbliebenen, betrunkenen Seeleute ertranken.

### Meuterei auf derWager
1741 waren in der Royal Navy die Offizierspatente nur für das Schiff gültig, auf dem die Offiziere dienten; somit bedeutete der Verlust des Schiffes den Verlust jeglicher Autorität. Seeleute erhielten nach dem Verlust ihres Schiffes keinen Sold mehr. Nach dem Schiffbruch der Wager führten diese Faktoren, kombiniert mit den schrecklichen Bedingungen und internen Auseinandersetzungen zwischen Offizieren und Mannschaft, zu einem Zusammenbruch der Disziplin. Die Gruppe spaltete sich in zwei Teile: 81 Männer unter dem Geschützmeister John Bulkeley machten sich in kleinen Booten auf den Weg, um über die Ostküste Südamerikas nach England zurückzukehren, und 20 Männer, darunter Kapitän Cheap und Midshipman John Byron, blieben auf Wager Island. Nach einer Reihe von Katastrophen kehrten sechs aus Bulkeleys Gruppe und vier aus der Gruppe von Kapitän Cheap nach England zurück. Die Wager hatte England mit 120 Mann an Bord verlassen.

### Spanische Reaktion und Verbleib der Unglücksstelle
Die Ankunft der Briten löste bei den Spaniern große Besorgnis aus, die daraufhin die patagonischen Inselgruppen ausgiebig durchsuchten, um sie von jeglicher möglicher britischen Präsenz zu säubern. In den 1740er Jahren arbeiteten der Vizekönig von Peru und der Gouverneur von Chile gemeinsam an einem Projekt, die Grenzen des spanischen Reiches im südöstlichen Pazifik zu sichern und die Errichtung eines britischen Stützpunktes zu verhindern. Als Ergebnis dieses Plans wurden die Juan-Fernández-Inseln besiedelt und das Fort Tenquehuen im Chonos-Archipel in der Nähe der Taitao-Halbinsel errichtet. Dieses Fort war anderthalb Jahre lang besetzt, bevor es wieder aufgegeben wurde. Nachdem das Fort Tenquehuen abgebaut worden war, empfahl Marqués de la Ensenada, der über die lokalen Angelegenheiten informiert war, die Errichtung eines Forts im Guaitecas-Archipel, was jedoch nie geschah. Für Gouverneur Antonio Narciso de Santa María war die Insel Chiloé der wichtigste Teil des patagonischen Archipels. Er empfahl, sich auf die Verteidigung von Chiloé zu konzentrieren. Den Empfehlungen von Narciso de Santa María folgend gründeten die Spanier 1767–1768 die „Stadt-Festung“ Ancud.
Spanische Seekarten aus der Mitte des 18. Jahrhunderts zeigen die ungefähre Position des Wracks, was darauf hindeutet, dass es der lokalen Führungsschicht zu jener Zeit bekannt war. Ende 2006 suchte eine Expedition der Scientific Exploration Society (SES) nach dem Wrack der Wager und fand an der nordwestlichen Küste von Wager Island ein 5 × 5 m großes Stück eines Holzrumpfes mit einigen Spanten und der äußeren Beplankung in seichtem Wasser. Die Überreste liegen auf dem Grund eines kleinen Flusses, der nach einem dreitägigen Sturm vorübergehend zu einem reißenden Strom geworden war und damit eine abdeckende Sandschicht weggespült hatte. Eine Kohlenstoffdatierung ergab ein Alter des Holzes, das der Wager entsprach. Die Expedition identifizierte auch den von den Überlebenden in zeitgenössischen Berichten als Aussichtspunkt genutzten und „Mount Misery“ genannten 180 m hohen Hügel, der sich etwa 3 km südlich und landeinwärts von den Überresten befindet.